# Mráz Zobor I
O Mráz Zobor I foi um avião desportivo eslovaco monomotor construído inteiramente de madeira, fabricado em 1943 na empresa Továreň na lietadlá ing. J. Mráz.

## Projeto e desenvolvimento

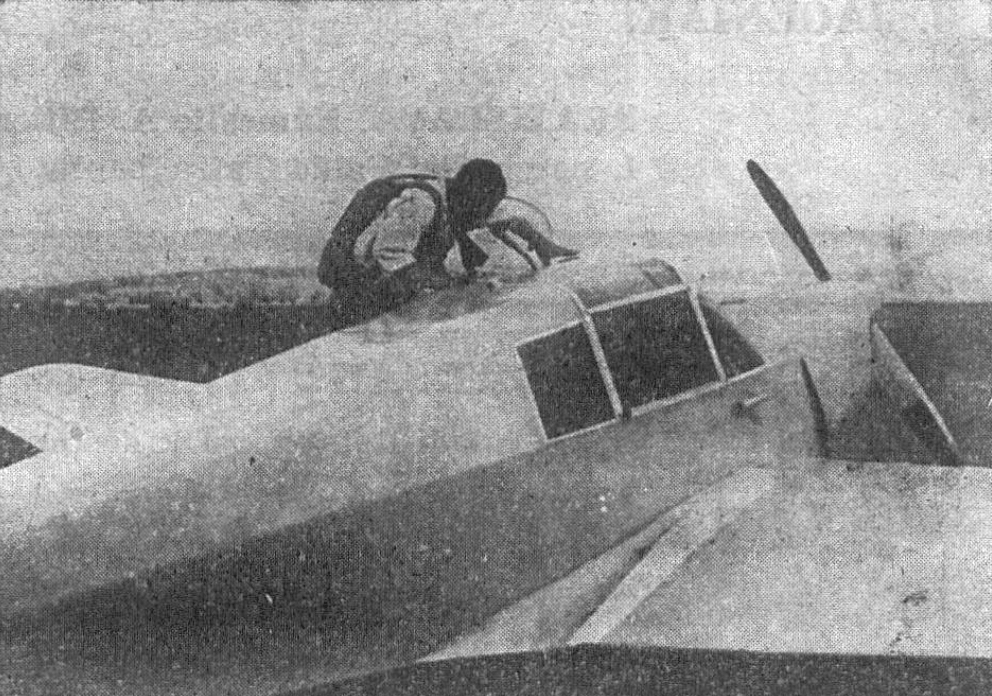
Mráz Zobor I (1942)

Na virada do ano de 1939 a 1940, o Eng. Pavel Beneš deixou a fábrica em Choceň, sendo esta renomeada como "Fábrica de Aeronaves Eng. J. Mráz" (em tcheco/checo:  Továreň na lietadlá ing. J. Mráz). Durante a Segunda Guerra Mundial, o volume de produção aumentou significativamente. O principal modelo produzido em Choceň foi o planador alemão DFS Kranich II (após a guerra produzido como VT-52 Jeřáb), projetado para o treinamento de pilotos da Luftwaffe. Durante a guerra, um total de 1.620 aeronaves foram construídas. Modelos como o Fieseler Fi 156 Storch e o DFS 230 também foram produzidos. Em 1941, Jaroslav Mráz estabeleceu um braço eslovaco com uma fábrica no aeroporto militar de Nitra, onde apenas aeronaves militares eram construídas, no território da antiga Checoslováquia, agora República Eslovaca. Em 1941, o Eng. Zdeněk Rublič, colaborador de Pavel Beneš, foi para a Eslováquia para gerenciar o braço da fábrica em Nitra. O resultado foi a criação do Zobor I, na verdade um modificado e pouco melhorado Be-555 Super Bibi. Este foi o primeiro passo rumo ao famoso pós-guerra Sokol.
Decolou pela primeira vez no fim de 1942 sob o comando do Major Jan Kell, diferenciando-se do Super Bibi por várias mudanças que surgiram da experiência obtida com sua operação. Uma grande mudança foi a posição mais baixa do motor com o novo formato da cabine e um mais alto e menos inclinado para-brisa.

## Descrição
O Zobor I era um monomotor com dois assentos, colocados em uma cabine fechada. Sua construção era de madeira, com a cobertura mista entre madeira compensada e tela. A cabine de pilotagem com duplo comando era localizado aproximadamente no centro de gravidade da aeronave e, comparado ao Be-555, tinha uma melhor visibilidade, especialmente para frente. A entrada para a cabine era possível através de uma espaçosa porta localizada em ambos os lados da fuselagem. Atrás dos assentos havia espaço para bagagens. 
A asa era formada de uma longarina principal e uma auxiliar, na qual as nervuras eram colocadas. A asa era dividida em três partes. A parte central era firmemente conectada à fuselagem, carregando o trem de pouso e dois tanques de combustível. O trem de pouso consistia de duas pernas separadas, equipadas com rodas de 2,29 m. As rodas tinham coberturas aerodinâmicas, feitas de folha de alumínio. O amortecimento era realizado com borracha e um amortecedor óleo-pneumático. As rodas da frente eram equipadas com freios.
O motor Walter Minor 4 era montado na primeira seção da fuselagem, em um berço soldado de tubos de aço. A capota era construída de aço inoxidável.

## Operação
Todas as aeronaves fabricadas foram colocadas à disposição do Ministério de Defesa Nacional da República Eslovaca, onde em conjunto com o Be-555 foram usadas como avião de treinamento e de ligação. Todas receberam matrículas checoslovacas (OK). O primeiro protótipo voou com a matrícula OK-SOA, com as nove aeronaves subsequentes fabricadas em 1943 matriculadas de OK-SOB a OK-SOJ.
Próximo ao vilarejo de Výčapy-Opatovce, a norte de Nitra em 27 de maio de 1943, um Zobor I se acidentou, enquanto voando de Nitra para Trenčianské Biskupic, sendo pilotado por Ján Kello, um piloto de teste da Força Aérea Eslovaca. Kello morreu no acidente. Anteriormente, Kello havia sido abatido por um caça húngaro Fiat CR.32, enquanto servia a Força Aérea Checoslovaca voando em um Letov Š-328.

### Operadores
- Eslováquia
  - Ministério de Defesa Nacional
- Alemanha Nazista
  - Luftwaffe